# Gare de Soveria
La gare de Soveria est une gare ferroviaire française de la ligne de Bastia à Ajaccio (voie unique à écartement métrique). Elle est située sur le territoire de la commune de Soveria, dans le département de la Haute-Corse et la Collectivité territoriale de Corse (CTC).
Construite par l'État, elle est mise en service en 1888 par la Compagnie de chemins de fer départementaux (CFD). C'est une halte des Chemins de fer de la Corse (CFC) desservie par des trains « grande ligne ». Arrêt facultatif (AF), il faut signaler sa présence au conducteur pour qu'il y ait un arrêt du train.

## Situation ferroviaire
Construite à 458 mètres d'altitude, la gare de Soveria est établie au point kilométrique (PK) 65,2 de la ligne de Bastia à Ajaccio (voie unique à écartement métrique), entre les gares ouvertes de Francardo s'intercale la halte fermée d'Omessa et de Corte.
Ancienne gare d'évitement, elle possèdait une deuxième voie qui était utilisée pour le croisement des trains. Cette voie est aujourd'hui déposée depuis la rénovation de la voie.

## Histoire

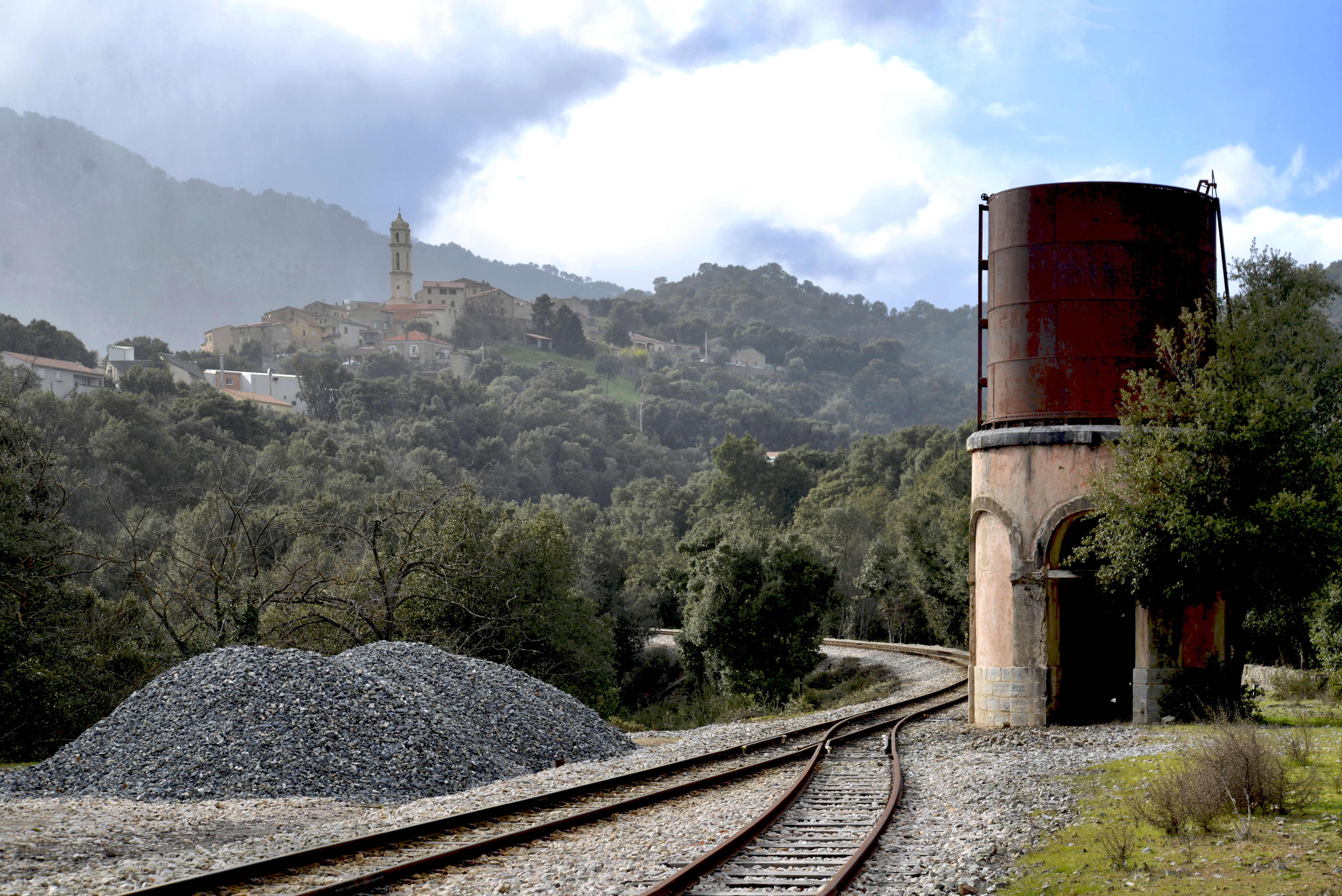
Château d'eau de l'ancienne gare avec la voie rénovée, et le village en haut

Construite par l'État, la « station de Soveria » est mise en service le 1er février 1888 par la Compagnie de chemins de fer départementaux (CFD) lors de l'ouverture à l'exploitation de la section de Bastia à Corte du chemin de fer d'Ajaccio à Bastia. Des travaux ont été nécessaires pour relier la commune située au dessus et la station par le chemin vicinal ordinaire n°2.

## Service des voyageurs

### Accueil
Halte des CFC, c'est un point d'arrêt non géré (PANG) à accès libre. Arrêt facultatif  (AF) : le train ne s'arrête que si la demande a été faite au conducteur.

### Desserte
Soveria est desservie par des trains CFC « grande ligne » de la relation Bastia - Ajaccio ou Corte.

### Intermodalité
Le stationnement des véhicules est possible à proximité.